# Philipp Wollscheid
Philipp Wollscheid, né le 6 mars 1989 à Wadern, est un ancien footballeur international allemand. Jouant au poste de défenseur central, sa dernière expérience professionnelle est un passage écourté au Football Club de Metz durant la saison 2017-2018.

## Biographie
Philipp Wollscheid a grandi à Wadern dans le land de la Sarre. Il n'a jamais fréquenté de centre de formation, il commence ainsi à jouer en sénior dans le club amateur du Rot-Weiss Hasborn-Dautweiler en 2007-08 puis au 1. FC Sarrebruck en 2008-09, club avec lequel il est champion d'Oberliga Südwest, ligue de 5e division.
Il rejoint le 1. FC Nuremberg, club de 2. Bundesliga, en 2009. Puis après une saison en réserve, il intègre l'équipe professionnelle pour l'exercice 2010-11 en Bundesliga. Dès ses débuts, il s'illustre comme l'un des meilleurs défenseurs centraux du championnat : le magazine allemand Kicker le classe troisième au rang des meilleurs défenseurs de la saison 2010-2011. Dieter Hecking, son entraîneur, le compare même à « un jeune Per Mertesacker ».
Il rejoint lors de l'été 2012 le Bayer 04 Leverkusen.
Convoqué par Joachim Löw pour une tournée avec l'équipe d'Allemagne aux États-Unis au printemps 2013, il obtient sa première sélection le 29 mai 2013 lors d'un match amical face à la sélection équatorienne. Il remplace dans les dernières minutes du match Lars Bender. Il joue une seconde fois pour son équipe nationale le 2 juin 2013 lors d'une rencontre face aux États-Unis qui est notamment marqué par le but contre son camp de Marc-André ter Stegen et le doublé de Clint Dempsey. Durant ce match, il remplace Per Mertesacker à la mi-temps.
Lors de l'été 2014, il est prêté au FSV Mayence. Jouant peu, son prêt prend fin au mercato hivernal. Il découvre alors sous la forme d'un nouveau prêt la Premier League en rejoignant le club de Stoke City. Il y termine la saison et s'engage ensuite avec le club anglais pour la saison 2015-2016.
Le 31 août 2016 il est prêté à VfL Wolfsburg avec option d'achat. Il y retrouve son ancien entraîneur de Nuremberg, Dieter Hecking. Dans une saison compliquée qui verra le club obtenir son maintien lors du match de barrage face à l'Eintracht Brunswick et utilisé trois entraîneurs (Hecking, le français Valérien Ismaël et le néerlandais Andries Jonker), Wollscheid joue peu. A la fin de saison, son option d'achat n'est pas levé et il rentre en Angleterre. Il commence la saison 2017-2018 avec Stoke et prend part le 23 août 2017 au second tour de la Coupe de la ligue anglaise face à Rochdale, avant de résilier son contrat avec le club anglais.
Le 30 août 2017, il s'engage libre pour le FC Metz jusqu'en 2020. Le 6 janvier 2018, le joueur et le club trouvent un terrain d'entente : le FC Metz résilie son contrat. Arrivé à court de forme, tantôt malade, tantôt blessé, il n'aura joué qu'un seul match (un match de Coupe de la Ligue face au Red Star le 25 octobre 2017) avec l'équipe première du FC Metz, étant mis en difficulté même avec l'équipe réserve du club. Certains observateurs ne lui trouvent même pas le niveau technique et physique d'un joueur professionnel, à la surprise de son ancien entraîneur Valérien Ismaël qui l'a eu sous ses ordres 1 an seulement auparavant,. Il révélera plus tard qu'il a demandé à résilier son contrat de son propre chef, refusant des propositions de clubs de divers clubs de premières et deuxièmes divisions car ne voulant plus jouer au football avec l'argent comme seule motivation. 
En 2018, il révèle jouer dans un club de futsal en Sarre, sa région natale,. En 2019, à seulement 30 ans, il confirme dans une interview qu'il ne compte pas reprendre sa carrière professionnelle et n'a pas cherché de club après son départ de Metz. 

## Statistiques
Le tableau ci-dessous récapitule les statistiques en match professionnel de Philipp Wollscheid :
| Saison                | Club                  | Championnat           | Championnat | Championnat | Coupe(s) nationale(s) | Coupe(s) nationale(s) | Compétition(s) continentale(s) | Compétition(s) continentale(s) | Compétition(s) continentale(s) | Total | Total |
| Saison                | Club                  | Division              | M.          | B.          | M.                    | B.                    | Comp.                          | M.                             | B.                             | M.    | B.    |
| 2010-2011             | FC Nuremberg          | 1. Liga               | 19          | 3           | 2                     | 0                     | -                              | -                              | -                              | 21    | 3     |
| 2011-2012             | FC Nuremberg          | 1. Liga               | 33          | 2           | 3                     | 0                     | -                              | -                              | -                              | 36    | 2     |
| 2012-2013             | Bayer Leverkusen      | 1. Liga               | 31          | 2           | 2                     | 0                     | C3                             | 7                              | 1                              | 40    | 3     |
| 2013-2014             | Bayer Leverkusen      | 1. Liga               | 20          | 0           | 3                     | 0                     | C1                             | 4                              | 0                              | 27    | 0     |
| Total sur la carrière | Total sur la carrière | Total sur la carrière | 103         | 7           | 10                    | 0                     | -                              | 11                             | 1                              | 124   | 8     |